# Stretto di Fram (mare di Kara)
Lo stretto di Fram (in russo пролив Фрам, proliv Fram) è un braccio di mare nel mare di Kara tra l'isola di Nansen e la penisola Eremeeva (полуостров Еремеева). Amministrativamente appartiene al Tajmyrskij rajon del Territorio di Krasnojarsk in Russia. 
Lo stretto è stato così nominato dal barone Eduard von Toll che svernò nella baia Colin Archer (бухта Колина Арчера, 76°08′N 95°04′E), nel primo inverno della spedizione polare russa del 1900-1902. Gli diede il nome dalla nave Fram di Fridtjof Nansen.

## Geografia
La lunghezza dello stretto è di circa 10 km. La larghezza, tra capo Etifeev (мыс Етифеева) e capo Povorotnyj (мыс Поворотный), è di 2,3 km. La maggior parte dell'anno lo stretto è coperto dal ghiaccio. A ovest lo stretto si affaccia sul mare di Kara, a est si biforca nello stretto di Sverdrup (rivolto a nord-est) e in quello di Zarja che prosegue a sud-est.